# Mustafa IV.
Mustafa IV. (osmansko turško مصطفى رابع‎ Muṣṭafā-yi rābi‘, turško IV. Mustafa) je bil leta 1807 in 1808 sultan Osmanskega cesarstva, * 8. september 1779, Konstantinopel, Osmansko cesarstvo, † 16. november 1808, Konstantinopel, Osmansko cesarstvo.

## Zgodnje življenje
Mustafa IV. je bil sin sultana Abdul Hamida I. (vladal 1774–1789) in Sineperver Sultan. On in brat Mahmud II. sta bila po odstavitvi reformističnega sultana Selima III.  (vladal 1789-1807) zadnja preostala moška člana Osmanske dinastije. Ker je bil Mustafa starejši, je imel pri nasledstvu prednost. Mustafa je med svojo kratko vladavino najprej rešil življenje svojemu bratrancu Selimu III. in ga naslednje leto ukazal umoriti. 

## Vladanje
Mustafa je prišel na prestol po burnih dogodkih, ki so privedli do fatve proti Selimu III., ker je "med muslimane uvajal manire nevernikov in poskušal namerno zatreti janičarje." Selim se je po odstavitvi umaknil v svojo palačo, prisegel zvestobo svojemu bratrancu Mustafi IV. in poskušal storiti samomor. Mustafa naj bi mu prizanesel tako, da je razbil skodelico strupa, ki ga je nameraval popiti.
Mustafovo kratko vladanje je bilo burno. Takoj po prihodu na prestol so uporni janičarji razgrajali  celo po Konstantinoplu in plenili in ubijali vse, za katere so menili, da podpirajo Selima. Še večja grožnja je bilo premirje, sklenjeno z Rusi, s katerim so osvobodili proreformističnega poveljnika Mustafo Bajrakdarja. Bajrakdar se je s svojo vojsko odpravil   v Konstantinopel, da bi na oblast vrnil Selima III. Vojska je s pomočjo edirnskega velikega vezirja vdrla v Konstantinopel in zasedla sultanovo palačo.
11. septembra 1807 je bil zaradi vohunstva usmrčen Saribejzade Aleko, tolmač pri osmanski vladi (Fenerli Divan-ı Hümayun). Na napisu, obešenem pred usmrtitvijo okoli njegovega vratu je pisalo, da je sovražniku izdajal državne skrivnosti. Njegova usmrtitev je zaostrila osmansko-francoske odnose. Francoski odposlanec Sebastiani je pred Alekovo usmrtitvijo protestiral, ker naj bi bil pod pokroviteljstvom njegove vlade. 
Istanbul in Edirne je po dolgi zimi in pozebi doletelo pomanjkanje hrane in drv. Stanje v vojski in poveljniškem kadru v Edirnu je bilo porazno. Poveljstvo je zaprosilo guvernerje provinc, naj pošljejo okrepitve, vendar sta se na prošnjo  odzvala samo guvernerja bližnjega Izmita in Šile in poslala nekaj vojakov. Protestniki v Anatoliji, ki so zagovarjali Selimove reformirane vojaške enote (nizam-i džedid), in Čapanoglu Sulejman Beg so najprej zmanjšali in nato preprečili vse vrsta pomoči Istanbulu.
Mustafa IV. je poskušal zavarovati svoj položaj tako, da bi postal edini preživeli  moški član Osmanske dinastije. Ukazal je umoriti Selima III. in njegovega brata Mahmuda. Selima so njegovi dvorjani umorili,, Mahmud pa se je uspel skriti in je ostal živ. Mustafo IV. so zatem uporniki odstavili in na njegovo mesto postavili Mahmuda II. 
Mustafa IV. je med svojo kratko vladavino uspel preprečiti vse reforme, ki jih je nameraval uvesti njegov predhodnik Selim III.

## Smrt
Mustafo so na Mahmudov ukaz 16. novembra 1818 usmrtili. Pokopan je v očetovem mavzoleju.

## Družina
Žene
- Ševkinur Kadin (umrla 1812, pokopana v mazoleju Abdul Hamida I., Istanbul), glavna žena[7]
- Sejjare Kadin (umrla 1817, pokopana v mazoleju Abdul Hamida I., Istanbul), druga žena[7]
- Dilpezir Kadin (umrla 1809, pokopana v mazoleju Abdul Hamida I., Istanbul), druga žena[8]

Otroci
- Emine Sultan (6. maj 1808 – 9. november 1808)